# François Sarano
 (février 2023).
Si vous disposez d'ouvrages ou d'articles de référence ou si vous connaissez des sites web de qualité traitant du thème abordé ici, merci de compléter l'article en donnant les références utiles à sa vérifiabilité et en les liant à la section « Notes et références ».
François Sarano, né le 22 février 1954 à Valence, est docteur en océanographie, plongeur professionnel, fondateur de l'association Longitude 181, ancien directeur de recherche du programme Deep Ocean Odyssey, chef d'expédition et ancien conseiller scientifique du Commandant Cousteau.

## Biographie
Pendant treize ans, Il a participé à une vingtaine d'expéditions à bord de la Calypso. Il a été responsable du département « Ressources Halieutiques » au WWF France et à l'origine, avec Laurent Debas, du concept d'UEGC, Unités d'Exploitation et de Gestion Concertées, pour une gestion durable des ressources halieutiques par les pêcheurs. Il est également cofondateur avec son épouse Véronique et Vincent Ohl de l'association Longitude 181 dont l'objectif est la protection du milieu marin et le partage équitable de ses ressources, en s'appuyant sur la Charte Internationale du Plongeur Responsable. Plongeur, conseiller scientifique et co-scénariste du film Océans réalisé par Jacques Perrin et Jacques Cluzaud.
Il est conseiller scientifique et coauteur de la série de 4 documentaires de 52 minutes Le peuple des Océans (réal Jacques Perrin et J. Cluzaud). Il est coauteur avec Stéphane Durand des livres Océans (Éditions Seuil), issus de la réalisation du film et coauteur avec sa femme, Véronique, de plusieurs livres et guides sur la Libye et la Sicile (Éditions Vilo). Co-auteur avec Coralie Schaub de « Réconcilier les hommes avec la vie sauvage », (Actes Sud). Il est aussi l'auteur de « Rencontres Sauvages, Réflexion sur 40 ans d’observations sous-marines » (Éditions Gap). Son ouvrage, publié chez Actes Sud, Le retour de Moby Dick, ou ce que les cachalots nous enseignent sur les océans et les hommes, a reçu le prix Jacques Lacroix de Littérature et Philosophie de l'Académie Française en 2018. Dernier ouvrage (2022) : « Au nom des Requins », (Actes Sud) qui a reçu le prix littéraire « essai » 30 Millions d'Amis. Co-réalisateur de : Cachalot, une histoire de famille (Titans of the sea, a Family affair) distingué par le Jackson Wild Media Award 2022, catégorie Animal Behavior long form.  
François Sarano, membre de l'Académie Drômoise (2005), Trident d'or de l'Académie Internationale de Science et Technique subaquatique (2023), Chevalier de la Légion d'Honneur (2017), Officier dans l'Ordre national du Mérite (2023). 
Il propose un programme de conférences à destination du grand public, des entreprises et collectivités, afin de sensibiliser chacun à l'importance de laisser une place à la vie sauvage, indispensable au développement de l'Humanité. 

### Travaux en cours: Étude des cachalots
Depuis 2013, au nom de l'association Longitude 181, en collaboration avec la société Label bleu du caméraman René Heuzey, François Sarano coordonne l'étude de la population de cachalots qui vit au large de l'île Maurice. Cette étude qui vise à mieux comprendre la structure sociale et l'évolution de la population s'appuie essentiellement sur l'observation sous-marine d'un clan de cachalots dont l'équipe a réalisé l'arbre généalogique. Cette étude transversale s'appuie sur la collaboration avec les laboratoires universitaires : de génétique (ISYEB, MNHN et Université de Bretagne-Occidentale- Jean-Luc Jung - Justine Girardet), acoustique (CIAN -Centre International d'IA en Acoustique Naturelle -Toulon - Hervé Glotin), éthologie (Fabienne Delfour) et éthoacoustique (La Sorbonne - Olivier Adam). Voir le dossier publications Scientifiques -

## Filmographie
- La mer volée, Cousteau Jacques Yves et François Sarano, documentaire 26 minutes; 1992
- The mirage of the sea, Cousteau Jacques Yves et François Sarano, documentaire 52 minutes; 1992
- La piste d'Abel, les origines de l'homme, commentaire François Sarano, documentaire 52 minutes - réalisation Thierry Ragobert, 1997
- OCÉANS, co-auteur Francois Sarano, film, réalisation Jacques Perrin et Jacques Cluzaud, 2010
- Le peuple des Océans, 1 Le Peuple du Bleu co-auteur Francois Sarano - réalisation Jacques Perrin et Jacques Cluzaud, 2011
- Le peuple des Océans, 2 Le Peuple du Sable et des Forêts  co-auteur Francois Sarano - réal Jacques Perrin et Jacques Cluzaud, 2011
- Le peuple des Océans, 3 Le Peuple des Récifs co-auteur Francois Sarano - réalisation Jacques Perrin et Jacques Cluzaud, 2011
- Le peuple des Océans, 4 De la Terre à la Mer co-auteur Francois Sarano - réalisation Jacques Perrin et Jacques Cluzaud, 2011
- Méditerranée, le royaume perdu des requins, réalisation François Sarano et Stéphane Granzotto, documentaire 52 minutes, 2013
- Danse avec les dauphins, réalisation François Sarano et Stéphane Granzotto, documentaire 52 minutes France 2, 2015
- L'Odyssée de Jérôme Salle, doublure sous-marine de Lambert Wilson/ Commandant Jacques-Yves Cousteau 2016
- La Planète des Géants, 3 épisodes de 52 minutes (La conquête des Géants - Les voix de l'Océan - Les peuples des océans) France 5, co-auteur avec Guillaume Vincent, 2017
- Les Géants des mers, 52 minutes France 2, co-auteur avec Guillaume Vincent, 2017
- Le Clan des Cachalots 43 minutes ARTÉ et 52 minutes Ushuaïa TV, coréalisateur avec Stéphane Granzotto, 2019
- Le retour de Moby Dick, Spectacle immersif de musique, de lecture et d'images. Nadine Estève, Guillaume Saurel, Guy Robert sur texte de Fracnois Sarano, produit par Marie Laigneau-Bignon, 2021
- Titans of the sea, a family affair - Cachalots, une histoire de famille, 52 minutes France 5, co-réalisateur avec René Heuzey et Guillaume Vincent, 2021 Jackson Wild Media AWARD 2022 (Animal behavior-long form) - Film en Vrac-Label bleu productions

## Publications scientifiques
- 1986 Cycle ovarien du merlu (Merluccius, merluccius), poisson à ponte fractionnée, 1986 : Rev. Trav. Inst. Pêches Marit., 48 (1et2) : 65-76
- 1988 Morphology and ecology of the deep fore reef slope at Osprey reef (Coral Sea); 1988 : Proceeding of the 6th International Coral Reef Symposium, Australia, Vol.2
- 1989 Preliminary observations of submarine geothermal activity in the vicinity of White Island volcano, Taupo Volcanic Zone, New Zealand, 1989 : Journal Royal Society of New Zealand, Vol.19, Number 4, p. 449-459
- 1990 Assesment of artificiel radionuclides issued from french nuclear bomb testing at Mururoa (French Polynesia); 1990 : Environmental Technology, Vol.11, p. 197-204
- 1991 Synchronised spawning in Indonesian sponges. Coral Reefs 10: 166. Sarano F (1991), doi:10.1007/BF00572176.
- 1993 The Danube… For whom and for What ? 1993, Final report, Équipe Cousteau (ed)
- 2019 Sarano F, et al. , A Focal animal 6-points Likert scale to rate intra-unit interactions in sperm whales (Physeter macrocephalus) off Mauritius island., WMMC19, conf. Barcelona, Book of Abstracts, p.112, 2019
- 2020 Maxence Ferrari, Hervé Glotin, Marina Oger, Ricard Marxer, Mark Asch, Valentin Gies, François Sarano, 3d diarization of a sperm whale click cocktail party by an ultra high sampling rate portable hydrophone array for assessing individual cetacean growth curves, FA2020, Dec 2020, Lyon, France. .hal-03078655
- 2021 Sarano F., Girardet J., Sarano V., Vitry H., Preud’homme A., Heuzey R., Garcia-Cegarra A., Madon B., Delfour F., Glotin H., Adam O., Jung J.L., 2021 Kin relationships in cultural species of the marine realm: case study of a matrilineal social group of sperm whales off Mauritius island, Indian Ocean. R. Soc. Open Sci. 8 : 201794. https://doi.org/10.1098/rsos.201794
- 2022 Sarano V, Sarano F., Giradet J., Preudhomme A., Vitry H., Heuzey R., Sarano M., Delfour F., Glotin H., Adam O., Madon B, View ORCID Profile Jung J. L., Underwater photo-identification of sperm whales (Physeter macrocephalus) off Mauritius, Marine Biology (April 2022), https://doi.org/10.1080/17451000.2022.2040737
- 2022 Girardet J, Sarano F, Richard G, Tixier P, Guinet C, Alexander A, Sarano V, Vitry H, Preud’homme A, Heuzey R, Garcia-Cegarra AM, Adam O, Madon B and Jung J-L (2022) Long Distance Runners in the Marine Realm: New Insights Into Genetic Diversity, Kin Relationships and Social Fidelity of Indian Ocean Male Sperm Whales. Front. Mar. Sci. 9:815684. doi: 10.3389/fmars.2022.815684
- 2023, Sarano, F., Sarano, V., Tonietto, M-L., Yernaux, A., Jung, J-A., Heuzey, R., Delfour, F., Glotin, H., Charrier, I., & Adam, O. (2023). Nursing behavior in sperm whales (Physeter macrocephalus). Animal Behavior and Cognition, 10(2), 105-131. https://lnkd.in/dHvSuFVn
- 2024, Ferrari, M., Trinh, M., Sarano, F., Sarano, V., Giraudet, P., Preud’homme, A., Heuzey, R., & Glotin, H., Age and interpulse interval relation from newborn to adult sperm whale (Physeter macrocephalus) off Mauritius, Scientific Reports, (2024) 14:18474

## Engagement
En novembre 2023, il participe à l'émission Les super-pouvoirs de l'océan — diffusée en prime-time sur France 2 — qui permet de collecter 1,2 million d'euros au profit de la préservation des océans.

### Expéditions Cousteau
- Expéditions réalisées en tant que plongeur-biologiste, conseiller scientifique et pour certaines chef de mission.
- 1985, Haïti : L’eau du Chagrin
- 1985, Cuba : Les eaux du destin
- 1986, Cap Horn : Les Eaux du vent
- 1986, les Marquises : Les montagnes de la mer
- 1987, Nouvelle-Zélande : La rose et le Dragon
- 1987, Nouvelle-Zélande : Au pays du long nuage blanc
- 1987, Nouvelle-Zélande : Le Péché et la rédemption
- 1987, Tahiti : L’eau de feu
- 1988, Australie : l’ultime barrière
- 1988, Papouasie-Nouvelle-Guinée : La machine à remonter le temps
- 1988, Bornéo : Le spectre de la tortue
- 1988, Bornéo : La forêt sans terre
- 1989, Thaïlande : Les forçats de la mer
- 1989, Iles Andaman : Les îles invisibles
- 1989, Indonésie – Moluques : Les vergers de l’enfer
- 1989, Indonésie - Sumatra : Le cœur de la Mer
- 1990, Danube : Le lever de Rideau
- 1991, Danube : Le rêve de Charlemagne
- 1992, Danube : Les débordements du fleuve
- 1993, Madagascar : L’île des Esprit 1
- 1994, Madagascar : l’île des Esprit 2
- 1995, Chine : À travers la Chine avec le Fleuve Jaune
- 1996, Lac Baïkal, derrière le miroir